# X-3 (航空機)
X-3
飛行中のX-3
- 分類：実験機
- 製造者：ダグラス社
- 運用者：アメリカ空軍、NACA
- 初飛行：1952年9月20日
- 生産数：2機
- 運用開始：1952年
- 退役：1956年
- 運用状況：退役

X-3はアメリカ合衆国で開発された超音速実験機。愛称はStiletto（スティレット：短剣の意）。ダグラス社が開発し、1機が製造された。

## 歴史
第二次世界大戦中にダグラス社も超音速機の開発検討を行なっていた。1945年6月20日に、将来のジェット戦闘機開発のため超音速飛行の試験機XS-3として開発が承認され、1949年6月30日にアメリカ陸軍航空軍が開発を発注した。当初要求された性能は最高速度マッハ2、航続時間30分というものだった。
1951年に1号機が完成し、1952年9月20日にエドワーズ空軍基地でダグラス社のパイロット、ウィリアム・B・ブリッジマンの手で初飛行を行なった。しかしながら、開発されたジェットエンジンが当時の技術水準のため非力で、当初の目標である水平マッハ2飛行は達成できなかった。最大水平飛行速度はマッハ0.987で、1953年7月18日にダイヴでマッハ1.25を記録したのみであった。これを受けて空軍はX-3計画を中止し、発注されていた2号機の製作もキャンセルされた。
X-3は1953年8月に、空軍からアメリカ国家航空諮問委員会（NACA）（のちのNASA）に移管された。1956年5月23日までテストが行われ、ロール・カップリング現象の解明などに使われている。通算飛行回数は54回。その後は国立アメリカ空軍博物館に移管された。

## 機体形状
愛称のとおりの細長い機体に、きわめて薄い、小さな主翼を持つ。同様の目的で開発されたX-1やX-2とは異なり、滑走路からの離着陸を行う。エンジンはウェスティングハウス製のXJ34-WE-17ターボジェットエンジンを胴体内に2基搭載。後のF-4と同様に、エンジン排気口より後方に垂直尾翼と水平尾翼を持つ。水平尾翼は現在の戦闘機にも通ずる全遊動尾翼である。操縦席には下方射出座席を備えており、パイロットは機体下部からエレベータで搭乗する。
なお、エンジンは当初、推力2722kgのXJ46ターボジェットエンジンを搭載し、マッハ2を狙っていたが、XJ46エンジンの直径が大きくなってしまったため細身のX-3の胴体に2基並べるのは不可能と判断され、XJ34の双発となった。これにより計画より2割近い出力減となった。さらに機体の多くの部分の材質をチタニウムからステンレススチールに変えた結果、重量は200kg近く増加した。NACAの協力もあり、XJ34に水噴射やアンモニア噴射を加えて推力の増強を図ろうとするも、失敗に終わった。

## データ
- 全長：20.35 m
- 全幅：6.91 m
- 全高：3.82 m

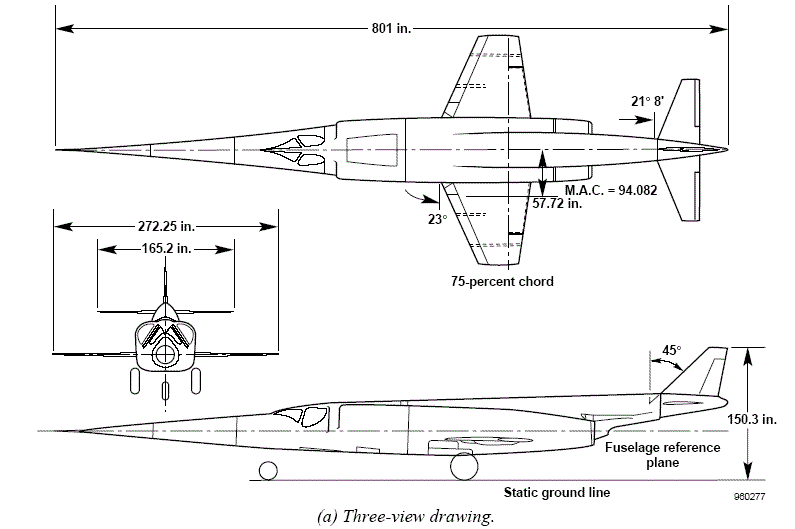
X-3

- 自重：6,510 kg (全備重量：9,440 kg)
- 翼面積：15.5 m2
- エンジン：ウェスティングハウス製XJ34-WE-17 (アフターバーナー時推力2,220 kg) ×2基
- 最大到達速度：1,136 km/h (高度6,100 m)
- 初期上昇率：5,790 m/分
- 絶対上昇限度：11,580 m (38,000 ft)
- 航続時間：1時間
- 乗員：1名

## その他
当初の目標である水平飛行によるマッハ2の飛行は達成されなかったが、そのデータは後のF-104 スターファイターの設計に多大な影響を与えたとされる。
なお、「世界の駄っ作機」（岡部ださく著：岡部いさくの駄っ作機名義）に収録されている。